# 甲虫王者ムシキング
『甲虫王者ムシキング』（こうちゅうおうじゃムシキング）は、セガによる、トレーディングカードアーケードゲーム。通称「ムシキング」。また後継ゲームとして、2010年から2011年まで『ムシキングバトル 合虫ガッツ!!』・2015年から2018年まで『新甲虫王者ムシキング』を稼働。

## 概要
2001年に製品開発を開始。2003年1月21日よりアミューズメント施設に登場。2010年1月21日に、稼動終了となることがセガの公式ホームページにて告知された。2007年11月時点での累計出荷枚数は4億9800万枚となっていた。
当初「甲虫王者ムシキング」に使用された筐体は「たいりょうダイちゃん」などで採用されていたシングルキッズメダルをベースとし、内部を以下のマザーボードが搭載できる仕様にカスタムしている（そのため、モニターは元々キッズメダルで従来使用されていたものをそのまま継続使用したことにより水平同期周波数15kHz出力のままであった）。マザーボードは、初期型はNAOMIだったが、後期型は「ラブandベリー」や「恐竜キング」と共通のSYSTEM SPとなった。本体起動時の画面やゲームスピード等に若干の差はあるが、ゲーム内容そのものに違いはない。
なお、カードの払い出しが先なのは、法律上自動販売機として扱われるためである。同様の理由で、カードの購入だけでゲームプレイを行わないモードが設置されている、カードがスリーブに入れられていないなど、通常のトレーディングカードアーケードゲームとは異なる設計となっており、後発の子供向けカードゲームではすべて同様のスタイルとなっている。
じゃんけんを利用した単純なルールのため、アーケード筐体が無い場所でも、カードを持ち寄り、お互いに遊ぶことが出来る。短時間で決着をつけられるため、学校の短い休み時間での遊びとして都合がよく、実際にそうやって遊ばれることも多い。
ムシキングは幼稚園から小学校低学年の男児を中心にヒットし、ブームを巻き起こした。ファミリー層向けのアミューズメントスペース・ゲームセンターでは置かれていない店はないと言えるほどに普及し、漫画化・アニメ化のみならず映画化するにまで至っており、プロレスリング・ノアからムシキングをモデルにした覆面レスラー『ムシキング・テリー』が誕生した逸話もある。また「ムシキング」などのトレーディングカードアーケードゲームの隆盛は、ソーシャルゲームにも引き継がれ、『拡散性ミリオンアーサー』のプロデューサーの一人である安藤武博は「ここ10年のアーケードゲームや現在携帯電話を席巻中の“カードバトル系ゲーム”の始祖は、セガのアーケードゲームである『ダービーオーナーズクラブ』『WORLD CLUB Champion Football』『甲虫王者ムシキング』『三国志大戦』で、これらがなければ市場の様相は変わっていたんじゃないか」と語っている。
2020年代には、子供の頃に遊んだ「ムシキング世代」が実際の昆虫飼育に乗り出す例が多く見られるようになり、昆虫などのエキゾチックペットのブームを支えている。

## 登場人物

### ゲーム内のキャラクター
ポポ
声 - 進藤尚美
本作の主人公。心優しい性格で正義感が強い森の妖精の少年。ある日住んでいた森がアダーの改造甲虫に襲撃され、アダーの野望を阻止すべく仲間の甲虫（プレイヤーがスキャンした甲虫）と共に戦う。
2005セカンドまでショートパンツのような服装だったが、2006ファースト以降は本作と同じズボンのような服装になった。
ムシキング
声 - 堀井真吾
森の王者のカブトムシ。森で一番強いためポポから「ムシキング」と呼ばれているが、彼はその名を謙遜している。オープニングの冒頭では、巨大な角を持つ虫によって吹っ飛ばされた。しかし「アダー登場編」終盤では自ら「ムシキング」と名乗っている。必殺わざは「キングトルネードスロー」。他のカブトムシとは違い、体はやや大きく、体色は赤茶色である。正体はアダーが善人だった頃に作られた改造甲虫の試作品。作中でのカブトムシとも強さが異なるのはこの為。
アダー
声 - 佐藤正治
老人の姿をした妖精で、本作の黒幕。森を追放されたことを恨み、森を支配しようと自ら改造した赤い目の外国甲虫を操り攻撃を仕掛けてくる。ムシを戦う道具扱いしたり蛹の時点から改造を重ねる、自分のものにならないなら森に火を放つなど極悪な性格。元々は森の医者であり、森を守る為に虫達の主力となる甲虫たちの強化改造を研究する科学者でもあった。しかし人災で息子を失ってしまった事によりその怒りから研究は過激化し、その研究を恐れた森の民から森を追放された。このため人間を非常に嫌っている。そして不法廃棄物が大量に残る『ゴミの森』で大量の外国甲虫達と遭遇。（言及からするにペットショップ等の売れ残り等と思われる）彼らを利用し、怒り任せに復讐も兼ねて森を支配しようと企てる。アダー登場編のラストでムシキングに攻め込まれたためか、復活の森編以降は顔に傷が入っている。

### ムシキング研究所
ネブ博士
演 - 根布谷朋範（ムシキングチーム・ディレクター担当）
ムシキング研究所の所長。小型甲虫のエキスパートであり、グラントシロカブトに愛着心を持つ。スパゲッティとプロレスが好物だがトマトが死ぬほど苦手で、読みきり漫画で相対するブラック博士に誘拐・監禁された際に、ブラック博士にトマト料理を山ほど食べさせられて、げっそりとやつれてしまったことがきっかけ。2006年、NHK総合テレビにて放送された『プロフェッショナル　仕事の流儀』では開発プロデューサーの植村比呂志（ブラック博士の役者）とともに出演している。
ムシキング・ジョニー
演 - 西山太郎（ムシキングチーム・リサーチ担当）
全国を旅しながら、ムシキング大会を応援するさすらいのムシバトラー。 みんなにやさしく、よきアニキ的存在。中型甲虫に愛着心を持ち、ネプチューンオオカブトを従えている。DSソフト「甲虫王者ムシキング 〜グレイテストチャンピオンへの道2〜」（以下、GC2）でネブ博士がピンチの際には必ず現れるらしい。元となった西山は、ムシキングチームにスカウトされるまではゲームセンターの店長だった。GBAソフト「グレイテストチャンピオンへの道（GC）」においても、それをモデルに「ニシヤマ店長」として登場している。
ブラック博士
演 - 植村比呂志（セガ ファミリーエンタテインメント研究開発部/ムシキングチーム・プロデューサー担当）
ネブ博士のライバル的な存在で、 ネブ博士やゲームのプレイヤーに何かとちょっかいを出してくる存在。但し、悪人という訳ではなく、基本的に「ムシキングが大好きなちょっと困ったおじさん」である。ネブ博士とは対照的に大型甲虫が好きで、中でもアクティオンゾウカブトには目がない。プロレスリング・ノアにおけるムシキング・テリーの試合では、そのライバルであるムシキング・ジョーカーのセコンドとして登場。GBAソフト「グレイテストチャンピオンへの道（GC）」ではあの手この手でネブ博士や主人公を脅かそうとするがすぐ返り討ちに遭う。その一方、DSソフト「GC2」ではワルキング団の陰謀に押され、ネブ博士を誘拐した。演ずる植村は後年の女児向けカードゲーム『オシャレ魔女♥ラブandベリー』や『リルぷりっゆびぷるひめチェン!』でも開発プロデューサーを務めたほか、『ダンディ植村』としても活動している。
ムシキング・テリー
ムシキング研究所とプロレスリングノアのコラボにより生まれたプロレスラー。ゲームに登場するムシのわざをモチーフにした攻撃技を得意とし、ミストクラッシュ、アクシズスピン、ストライクバックの3つの得意技を持つ。これらのプロレス技は後にゲームに逆輸入されたものもある。好きな虫はキプルツヤクワガタとプラティオドンネブトクワガタ。
ジャッジマスター
ムシキング大会を盛り上げるレフリーで、実況にはいつも欠かせない存在。フクチー（元はリサーチ担当の福間創）とディグの2人がいる。フクチーの好きな虫はアルキデスオオヒラタクワガタ、ディグの好きな虫はコーカサスオオカブト。「アダー完結編」ではディグがゲーム版のイメージソングとして歌唱を担当した。
ムシ王・クワ王・ハニー
ムシキングの面白さをみんなに伝えるために造られた甲虫型ロボット。3人とも正反対な性格。ムシ王の好きな虫はカブトムシ、クワ王の好きな虫はオオクワガタ、ハニーの好きな虫はヒメカブト。

## データ

### 遊び方
- コインを入れるとムシキングカードが排出される。カードを引き抜くとメニュー画面が表示され、「ひとりであそぶ」でメインストーリーがプレイでき、「ともだちとたたかう」で友達と対戦できる。これらのモードを選ぶには右側もしくは左側のボタンを押す。
- 「ひとりであそぶ」を選んだ場合は、「やさしい」と「むずかしい」の二つの難易度を選択でき、「やさしい」でメインストーリーのプロローグを、「むずかしい」でメインストーリーの続きをプレイできる。2005年セカンドでは、｢ひとりであそぶ｣ を選択する際、ボタンの同時押しの組み合わせによって ｢つづきのおはなし｣ ｢さいごのおはなし｣ をプレイできる。2006セカンド以降は、自分で遊びたいステージをチョキで左、パーで右に移動してグーで決定する。条件を満たせば炎の背景で戦うスペシャルステージが出現する。2007ファースト以降は、特定のコマンドを押すことによって、裏モードが出現する。裏モードは通常とは背景が異なり、スペシャルステージも大嵐の中の戦いとなる。スペシャルステージの相手はフルカスタマイズ(スーパーわざが使える相手はスーパーわざ)で、何を出すか分からない状態になる。裏モードの敵の甲虫はカスタマイズが適当な相手が多い(たまにスーパーわざを使う)が、そのかわりに最初の相手から何を出すかわからない状態になっている。
- ムシキングカードをスキャンするフェイズに移行し、ムシカード（稼働末期では甲虫カード）とわざカードに書かれたバーコードをスキャンする。ムシカードをスキャンしてわざカードをスキャンしなかった、必殺わざに一致しなかったわざカードをスキャンした場合は必殺わざは普通の必殺わざとして扱われるが、ムシカードに書かれた必殺わざと同じわざカードをスキャンした場合は超必殺わざとなる。なお、ライセンスカードなどの特殊なカードを持っている場合はムシカードの前にスキャンし、バトル開始時にポポの特殊台詞が入る。
- じゃんけんの領域でバトルが開始され、ポポもしくはムシキング（ムシキングのムシカードをスキャンした場合のみ）から相手が出す手のヒントが示される。必殺わざの手に勝った場合は必殺わざもしくは超必殺わざ、さらにスーパーわざをスキャンしていれば、究極必殺わざが発動される。

### アダー完結編からの変更点
- ムシカードにかかれた必殺わざがそのまま発動するようになっている。さらに「バトルーレット」を搭載し、色の付いているところでじゃんけんに勝つと、スキャンしたムシやわざが発動する。カード左上のチップが多い分、チャンスも多くなる。
- ボタン連打システムが搭載されているのも特徴で、バトルを進めると発生する強力な「ファイナル必殺」や、あいこを攻撃のチャンスに変える「ガンガンあいこ」、一度倒されても体力を回復し復活する「きせきのふっかつ」（「ひとりであそぶ」のみ）の3つがある。
- とくしゅわざは「昆虫カード」として登場し、ある条件でじゃんけんに勝つか負けると、おたすけ昆虫がカットインで登場し、バトルが有利になる。

### 販売関係
- ムシキングのカードは、レアカードを含んだ200枚を1パックとし、計4パック800枚を1単位として出荷している。これを店舗でシャッフルせずにそのまま筐体に補充していく。なお、全てのパックのカードの並び順が同じとは限らない。
- 2005年11月末時期、ムシキングの筐体の設置台数は全国5800店舗に11,100台[5]。
- 2007年2月末時期、ムシキングカードの累計出荷枚数は4億9800万枚（セガ発表）[6][7]。
- 2008年6月、ムシキング公式大会開催数が10万回を超え「最も多くの公式トーナメントを開催したアーケードゲーム」としてギネス世界記録に認定されている[8][9]。

### ストーリー

#### メイン
最初期の「外国甲虫襲来」の次回から4部に分かれている。
アダー登場編
昔々、ムシたちの棲む緑豊かな森があり、森の妖精の少年・ポポとともに、平和な日々を過ごしていた。そんなある日、遠い国から人間が連れてきたムシたちが現れ、森が荒らされてしまう。そこに現れたのは、森を追放されたばかりの妖精・アダーだった。奴らは森を支配しようと、強いムシを操っていたのだ。ポポの前から姿を消したアダーは、アジトの中で外国甲虫を改造し、赤い目となってポポの前に幾度となく襲いかかってくる。激戦の末にポポはアダーの野望を食い止め、檻に閉じ込めたが、機嫌の悪い一匹の甲虫によって逃がされた。どうやらアダーは虫笛によって機嫌を悪くするなどの巧妙な手口を使っていたのだ。機嫌の悪い甲虫を正したポポは、そのムシとともにアジトに乗り込み、再びアダーを追い詰める。だが、この森が自分のものにならないと確信したアダーは、森に火を放ってしまう。完全に行き場を失ったポポに、森の王者・ムシキングが駆けつけ、今度こそアダーを追い詰める。だが、ムシキングは平和な森を守ろうとするあまり、アダーとともに燃える森に落下してしまうのだった。
復活の森編
アダーが起こした森林火災は、雨によって消し止められ、いつしか黒い森となった。その間にも、赤い目の甲虫は未だに暴れていた。闘いの中で、ポポは黒い森の中でアダーが新たなアジトを建てていたことを突き止める。潜入したポポの目に飛び込んできたのは、改造手術真っただ中のコーカサスオオカブトのサナギだった。サナギから孵った改造コーカサスはアジトを離れ、ポポもその後を追う。だが、改造コーカサスはみるみるうちに姿を変え、完全体となる。最大のピンチに、死んだはずのムシキングが復活。仲間のムシたちの加勢もあり、何とか改造コーカサスを撃退した。
アダーの計画編
森に平和な時間が戻り、成長したポポ。しかし今までの森とは様子がおかしい。見た目以上に暑く、周囲には謎の花が。そこへまたしても赤い目の甲虫が現れ、連れてアダーが登場、その森が熱帯雨林だったことをポポは初めて知った。さらにポポは驚きの光景を目のあたりにする。大人の甲虫を改造するのが勿体ないアダーは、人間が捨てたゴミを利用し、改造甲虫の工場を建てていたというのだ。アダーの息の根を止めるべく、ポポとムシキングは仲間とともに立ち向かっていく。
アダー完結編
長い闘いの中で、アダーの悲しい過去を知ることになったポポはある遺跡にたどり着く。そこに現れた甲虫は、なぜか戦いを申し込まれる羽目に。自分同士がぶつかりあう決闘の中で、ポポはまた1つ本当の強さを手にするのだった。そんなポポの前に、ヘルクレスエクアトリアヌスブルーが立ちはだかってきた。すさまじいパワーに森のムシたちも立ち上がり、エクアトリアヌスブルーを次々に攻め立てる。するとアダーは邪悪エネルギーをエクアトリアヌスブルーに発射。だがそれに反発するエクアトリアヌスブルーは暴走、逆にアダーが倒されてしまう。必死にアダーのもとへ駆け寄るポポに、ムシキングの真のパワーが爆発。森のエネルギーを集めた「スーパーキングトルネードスロー」が放たれ、死闘についに決着。命がまさに尽きようとしているアダーは森を汚したことを深く反省、ポポに勇気の言葉を残し、アダーは光になった。かくて、ポポと甲虫たちの棲む森は平和な時間を取り戻したのであった。

#### サイドストーリー
いずれもアダー完結編に登場する。
虹の伝説編（2008第2弾夏レインボー）
ムシキングの森のはるか南に位置する楽園に古くから伝わる伝説が解放されようとしていた。「その昔、3つの虹がこの大地を自分のものにしようと争っていた」と。南の楽園のムシたちも戸惑いを隠せない中、ムシキングの森の仲間とオセアニアのムシたちが伝説の謎に挑む。
金色伝説編（アダー完結編ガイドブック付属）
緑、青、オレンジ。羽の色が異なるキンイロクワガタの王者を倒したとき、全身が"金色"に輝く…そんな伝説を胸に、1匹のパプアキンイロクワガタが戦いを挑む。
究極対決!ドルクスVSディナステス（2007夏シャイニング）
クワガタムシの「ドルクス」とカブトムシの「ディナステス」。2つの種族はお互いに領域を守り、バランスが保たれていた。しかし、誤解が誤解を呼び、お互い対立することになる。
革命軍紀（2008学年雑誌付属）
ムシキングの決死の助けで森の仲間たちの洗脳が解けたポポは、アダーに抵抗するため「革命軍」を立ち上げる。隊長クラスのアダー軍を相手に、革命軍の壮絶な戦いが始まる。
改造コーカサス編（アダー完結編パーフェクトガイド付属）
復活の森編をアダー側から見たストーリー。森を支配するため、アダーはコーカサスオオカブトのサナギを捕らえ、赤の液体を浴び続けてきた。今にも改造コーカサスとして生まれ変わる中、それを聞きつけた森の仲間たちが戦いを挑んでくる。
闇の改造甲虫編（2007年映画特典カード）
ポポをかばって戦えないムシキングだが、アダーとともにアジトに来ることで、ポポは解放される。だが、これはアダーの奥の手だった。逆に捕らわれたムシキングを救うべく、弱気なスジブトヒラタクワガタの「スジブト」が闇の改造甲虫に立ち向かう。
中国甲虫皇帝一族物語（DSスーパーコレクション付属）
中国甲虫皇帝一族の流れをくむホペイオオクワガタは、幼虫のころから美味しいものを食べて育った、名門一族のおぼっちゃん。ある日、ホペイは世界のどこかにあると噂されている「黄金の蜜」の存在を聞き、旅立つことに。
森の救世主（学年雑誌付属）
森の破壊と支配をたくらむカクタスは、いろいろな外国甲虫を送り込み、タンゴの前に立ちはだかる。タンゴとキングたちは、森を護るため今日も戦い続ける。
ザックの冒険（学年雑誌付属）
財宝ハンター・ザックとカブト丸たちは、伝説の木・天樹の頂点を目指し戦い続ける。
スーパーアタックストーリー（学年雑誌付属）
攻撃に全てをかけるスーパーアタックタイプの甲虫たちは、今日も自分より強い甲虫たちに戦いを挑む。
ネプグラントVS研究所の仲間たち（学年雑誌付属）
ムシキング研究所の所長だけが持つ、青い体のグラントシロカブトが森にやってきた。対するは、同じ研究所の仲間が持つ甲虫たち。

### リリース
アダー登場編
2003春
ムシカードのデータはグラフで示されている。イラストは標本のように非常にシンプル。
2003夏限定
カードの絵柄が引き伸ばされ、パラメータは円形を模したものになった。
2003秋第1弾
ムシカードは2003春のデザインとは多少異なる。また、本弾より「スーパーわざ」が初登場。そのわざカードではわざ名が下に変更。
2003秋第2弾
本弾よりムシカードに「性格」が付加された。イラストも変更され、背景が森となっている。
2004ファースト
この弾よりグランディスオオクワガタ、アクティオンゾウカブト、パラワンオオヒラタクワガタ、ガンガンスマッシュの排出を一時終了。またこの弾まで、エラフスホソアカクワガタは「エレファスホソアカクワガタ」だった。
2004夏限定
ムシカードでは甲虫を真正面から見ており、ブルーのデザインになっている。全種ホロ加工で登場。
2004ファースト拡張パック
この弾よりギラファノコギリクワガタ、ブルロックの排出を一時終了。ムシカードの甲虫の向きが右になっている。
2004セカンド
この弾よりコーカサスオオカブトの排出を一時終了。本弾よりアルキデスオオヒラタクワガタ、サタンオオカブトが登場。スーパーアタックタイプとスーパーディフェンスタイプの甲虫がラインナップ。また、この弾まで「パラレルコレクション」として別デザインのムシカードが登場した。
1億枚突破記念
本弾より「アダーコレクション」が登場。22体の改造甲虫がカード化、デザインも邪悪を想わせるものになっている。全種ホロ加工。
2004セカンドプラス
この弾よりヘルクレスオオカブト、ローリングドライバーの排出を一時終了。本弾よりカード裏の右上にバージョン名が記載された。
2005ファースト
この弾よりセアカフタマタクワガタの排出を一時終了。アタックは稲妻、ディフェンスはオーロラなど、ムシカードはタイプに合わせた背景がデザインされている。また、この弾から復活甲虫が登場。グランディスオオクワガタの排出が復活した。
2005夏限定
甲虫が飛翔するデザインになっている。全種ホロ加工。
2005ファーストプラス
つよさ200のアクティオンゾウカブトの新たなるわざ「サマーソルトプレス」が登場。

復活の森編
2005セカンド
本弾より「ムシキング」がカード化、緑(森)、青(稲妻)の2種のカードが登場。ムシカードの背景は世界地図になっている。また、パラワンオオヒラタクワガタがグラフィックが変更され、スーパーアタックタイプとして復活。ネプチューンオオカブトの排出が一時終了。さらにアダーコレクションにマンティブラリスフダクワガタが登場。つよさ200のムシがアダーコレクションに加わった。
3億枚突破記念
アダーコレクションにエレファスゾウカブト、サタンオオカブトが登場。つよさ160、180のムシがアダーコレクションに加わった。ムシカードはロゴの中を甲虫が廻るデザインになっている。また、全種ホロ加工。
2005セカンドプラス
ギラファノコギリクワガタのグラフィックが変更され復活。新たなるわざ「G・ネックブリーカー」が登場。さらに、プロレスのムシキング・テリーの得意技2種がカード化された。

アダーの計画編
2006ファースト
コーカサスオオカブトがグラフィックが変更されスーパーアタックタイプとして復活。エレファスゾウカブトの排出が一時終了。ヘルクレスリッキーブルーのアダーコレクションが登場。さらにプロレスのムシキング・テリーの得意技よりナゲわざ「ストライクバック」がカード化された。
2006夏ネイチャー
グランディスオオクワガタ、ラコダールツヤクワガタのアダーコレクションが登場。生まれたところにあわせて甲虫の故郷の夏がデザインされた。全種ホロ加工。また、日本の甲虫たちがとび出す「3Dカード」が6種類登場。マシンで当たりカードが出ると、先着順で配布された。
2006ダイナミックスタンド
DSソフト『甲虫王者ムシキング 〜グレイテストチャンピオンへの道2〜』のデザインがカード化。「DS＝ダイナミックスタンド」が示すとおり、甲虫たちが大胆に立っている。ヘルクレスオオカブトがグラフィックが変更され新わざ「ヘルクレススパイラル」が登場。また、ストーリーの重要なカギとなるパプアキンイロクワガタが2種類ラインナップされた。

オムバニス
2006セカンド〜パーフェクトキング〜
この弾よりグランディスオオクワガタ、ラコダールツヤクワガタの排出が一時終了。アクティオンゾウカブト、アルキデスオオヒラタクワガタのアダーコレクションが登場。中型甲虫では初となる究極必殺わざが登場。ムシカードの背景には学術名の一部が記載されている（ただし、ムシキングのみ「MUSHIKING」と表記）。全種ホロ加工。
ダイヤモンドブルー
初となる横型デザイン。クリスタルがモチーフになっている。パラワンオオヒラタクワガタ、モーレンカンプオオカブトのアダーコレクションが登場。わざカードはとくしゅわざを除けば、2006セカンドの縦型デザインの使い回し。
フォレストグリーン
ダイヤモンドブルーに続く横型デザイン。マシンでの排出は初となるライセンスカード「むしつかいのあかし」がラインナップされた。さらに、タランドゥスツヤクワガタの新たなるわざ「バッファロークラッシュ」が、中型甲虫のスーパーわざが2種類登場。わざカードは初登場の8種のわざのほか、ドラゴンアタック、アンデストラップが横型デザインになっている。
2007夏シャイニング
「究極対決!ドルクスVSディナステス」としてクワガタ軍とカブトムシ軍との対決がデザインされている。スキャンすると、甲虫が光をまとって登場。『アダー完結編』では、それぞれの甲虫軍が頂点を目指すストーリーが展開された。全種キラカードで、デザインは「おもて」と「うら」の2種類。さらに、シークレットカードとして初代「ヘルクレスオオカブト」（2003春のパラメーターでホロ加工）がラインナップされた。
2007ファースト
羽が黒い「ヘルクレスオオカブト」と「ヘルクレスオキシデンタリス」が登場。ムシカードの背景にはそれぞれの甲虫のキャッチフレーズが付いている。また、『甲虫王者ムシキング スーパーバトルムービー 〜闇の改造甲虫〜』の大ヒットを記念し、スジブトヒラタクワガタが特別デザインで登場した。
5周年コレクションカード第1弾
シークレットカードは「ムシキング・5周年デザイン」の特別ホロバージョン。また、1弾2弾共通キャンペーンとして、5枚集めると復刻デザインのムシカード（いずれも初期に登場したつよさ200のムシでハードコーティング仕様）が各月555名にプレゼントされた。
5周年コレクションカード第2弾
マンディブラリスフタマタクワガタの新わざ「マンディブクラッシュ」が登場。さらに人気の高かったオウゴンオニクワガタがシークレットカード（特別ホロ）にラインナップされた。

アダー完結編
2008第1弾

2008第2弾夏レインボー
ライセンスカードとして「ニジノモンショウ」が登場。ニューギニアに生息する甲虫で使用すると、パラメーターがアップする。さらに「昆虫カード」が初登場。
2008第3弾

2008第4弾

2009第5弾
シリーズ最終弾。「最強カスタマイズセレクション」としてプラティオドンネブトクワガタを最強カスタマイズするためのムシが登場。裏にはアダー完結編の攻略法やカードのムシに対して相性の良いムシの一例が表記されていた。

派生機
対戦バトラーズターミナル
電脳世界で活躍するムシやわざがデザインされている。他のカードデザインとは異なり、究極必殺わざ名が記載されている一方、体長と生まれたところの表記がない。バーコードは2006セカンドまでに登場したものと同じ。
対戦バトラーズターミナル 2007 Ver.1.0
2007ファーストまでに登場したムシやわざが登場。また、限定カードとしてムシキング研究所オールスターズ愛用の甲虫が5種ラインナップされた。
なおムシキングの歴史上、最もカードデザインの種類が多いのはスペキオシスシカクワガタであり、超必殺技が「ガンガンスマッシュ」のアクティオンゾウカブトは3種類（テスト版含めると4種類）しかデザインが存在しない。

## 派生・後継機種
派生機
甲虫王者ムシキング ポポの冒険編（2006年-2007年）
ストーリーモードを加えたオートバトル方式RPG。シリーズ初となるICカード（スーパーメモリーカード）が登場。操作は丸いボタンとレバーで行う。制限時間になると終了、ゲームの記録や続きをプレイするにはスーパーメモリーカードが必要となる。2006セカンドでは新キャラ・ピピが登場、回復などのサポートをしてくれる。
甲虫王者ムシキング 対戦バトラーズターミナル（2007年-2008年）
最大2on2でバトルできる対戦専用筐体。ボタンの部分に相手の手が見えないように仕切りが施されている。バトルランクなど、プレイヤーの成績はバトルライセンスカード（ICカード）に記録される。

後継機
- ムシキングバトル 合虫ガッツ!! （2010年-2011年）
- 新甲虫王者ムシキング （2015年-2018年）

## 漫画
連載雑誌
- 小学館の学年別学習雑誌
  - 小学一年生
  - 小学二年生
  - 小学三年生
  - 小学四年生

- 月刊コロコロコミック
- 別冊コロコロコミック
- コロコロイチバン!
- てれびくん
- 幼稚園

コミックスタイトルとして、「甲虫王者ムシキングバトルストーリー」、「甲虫王者虫キング森の救世主」、「甲虫王者ムシキング」（以上今賀俊著）、「オッス!ムシキングッス!!」、「甲虫王者ムシキング〜ザックの冒険編〜」（おおせよしお著）、「甲虫王者ムシキング」(犬木栄治著・後述のテレビアニメ版のコミカライズ作品)がある。

## テレビアニメ
『甲虫王者ムシキング 森の民の伝説』（こうちゅうおうじゃムシキング もりのたみのでんせつ）は、2005年4月6日から2006年3月29日までテレビ東京系列毎週水曜日18時00分から18時30分にて放送された。全52話。
原作のゲームの名残は、主人公たちが小人サイズ（設定によると、ポポの身長はムシキング＝カブトムシの体長の1/3である25mm）であることと3DCGを活かした戦闘シーンのみに留められている。子供向けとされているが、命や生態系そのものが死に瀕している惑星を舞台にした、森や昆虫と共生する「森の民」の物語であり、生死、家族愛、自然と人間のあり方といったシリアスなテーマを多分に含んでいる。また、SF的な壮大な世界観を持つ。命が尽きることを「死ぬ」ではなく「光になる」と表現している。
メインスタッフには吉田玲子、馬越嘉彦、山内重保、藤瀬順一といった東映アニメーション作品を手掛けてきたクリエイターが顔を揃え、キャスティング全般も東映アカデミーが担当（悪役のアダーを除けば、アーケード版やスーパーバトルムービーとは声優が異なる）するなど、これまでのトムス作品と比べると趣の異なる編成となっている。テレビアニメのBlu-ray-Boxが、2023年9月6日に発売。発売元はハピネットメディアマーケティング。

### ストーリー（アニメ）
ある森に「森の民」という種族のポポという少年が、母と暮らしていた。父は、ポポが幼い頃、東の空が赤く光るという現象が起こると理由も告げず旅立ってしまった。ある時、ポポが「遺跡」に近づくと、父から渡された「守護者の証」が反応する。ポポが家に着くと、母が植物のような姿に変わり果て、ポポが父親と同じく「森の守護者」であることを告げる。ポポは、母を治せるのは父だけと思い、探しに出るため故郷の森を出る。

### 登場人物（アニメ）

#### 主要人物
ポポ
声 - 宮原永海
本作の主人公。草の服を身に着けた森の民の少年。母を助けるため、森を旅立ちサーカス団と出会う。旅のなかで森や昆虫の異変、さまざまな人々との邂逅を得、成長していき森を救おうとする。
心優しい性格で正義感が強く、困っている人や虫を放っておけず、間違っていることを正面から相手に言う強さを持っている。8話にて、本で読んだブーメランを自作、得意な武器とする。体術や戦闘は苦手だが、森を駆け回っていたため大変身軽であり、その身軽さでソーマを圧倒した場面もある。旅が進むにつれ、ムシキングだけに戦わせまいと、森の守護者として風を操り、時に水などを操る力を身につけた。
2023年放送の『カードファイト!! ヴァンガード will+Dress』第8話でカメオ出演も果たしている。
チビキング
声 - TARAKO
ポポが旅立ちの直後に出会った小さなカブトムシ。言葉を喋ることができる不思議な力を持つ。ポポたちからは「チビ」と呼ばれている。初めはムシキングと名乗ったが、ポポから「お前が虫の王様なわけない」という理由から「チビキング」となった。初めはその名を嫌がったが、パムにチビキングと呼ばれてからはあっさりと名前を認めた。
お調子者な性格で、移動で疲れたときちゃっかりポポの頭でくつろいだり、何もしていないのに自分がやったと手柄を得て褒められようとするなど、やや目立ちたがりな面もある。しかし、根は正義感が強く面倒見のいい性格で、間違ったことをする人間を見ると怒って説教をしたり、ポポが疲れたりくじけそうになると、喝や励ましの言葉を与えた。
弱っている虫や仲間を守ろうと単身で敵に挑むなど勇敢な面を見せることもある。やや惚れっぽい。ポポとは口喧嘩を繰り返しながらも良きコンビであり仲間。ポポの頭が定位置でセランと居場所の奪い合いになることもあった。
普段は明るい性格だが、時折大人びた口調でポポを窘めることがあり、「お前の父さんだって、森の守護者であることを忘れて、ポポたちと幸せに暮らしてしまおうか」と考えたかもしれないと、ペレを知っていたような口ぶりをした。
体は小さいがブー曰くチビキングはもう大人で、もう脱皮はできないといわれ、ずっとこの小さなままなのかと落ち込んでいた。
セランに一目ぼれし、猛アピールを繰り返すがほとんど相手にしてもらえていない。
なぜかムシキングが登場する際にチビキングの姿が消えているが、その正体はムシキングのもう一つの姿。ポポが挫けないよう、ポポを守るために生まれた小さな戦士の姿。

パム
声 - 宍戸留美
ポポが最初に出会ったサーカス団の少女。無口で無感情で時折謎の言葉を発し、森や昆虫の異変を感知する不思議な力を持つ。記憶力がよく博識で、一度見聞きしたことは絶対に忘れないことから、一行の知恵袋的な存在でもある。星から、生まれながらに星の意思を導く使命を背負わされており、旅の終着点で自らの使命をまっとうしたことで、力と記憶を失ってしまった。
星からの呪縛から解放され、自我に目覚めるが、同時に使命という自らが生きる道を失ったことで自分の人生に混乱し呆然とする。ポポから今の自分こそが自分であると説得され、以後は自らの意思でポポと旅を続ける。
パムの正体とは「調べる者」。森の民ではなく、この星に広がった命の状態を調べる者として、そして端末として、情報を集めるために船によって作られた。その期間は何億年もの間続けられており、その間に何人もの「パム」が創られた。記憶を引き継がせたパムは生きてはいるが「抜け殻」として扱われ破棄されており、森の民の祖先が最初に作った都跡に多く留まっている。かつてバビの故郷である琥珀の採掘場で、琥珀の中に閉じ込められていた人型もかつてパムだった抜け殻。
パムにとって船は母親同然であるため、船を「母なる船」あるいは「お母さん」と呼んでいる。一時はソーマとアダーに「船は旅立とうとしている。母と共に行きたければ守護者の証を奪い取れ。船もそれを望んでいる」とそそのかされ、ポポたちを襲ったものの戦闘で痛みを感じ、自らが今までの自分ではなく、喜びも悲しみも痛みも感じられる森の民になったと認識。なぜ自分だけがそうなったのか、理由を知るために生きることを決意した。
ソーマ
声 - 野島健児、小林ゆう（幼年期）
金髪で旅人風のマントを身に着けた森の民の少年。行方不明になった両親を探している。ポポたちと出会い、共通の目的を持つポポに親近感を覚え行動を共にするようになる。しかし、ポポが段々と力をつけてゆくことへの嫉妬心が目覚め、さらには両親がアダーの手先であることを知り、言われるがままアダーのもとへと下り、証拠として紋章を付けた。ポポたちの敵になって以降はギラファノコギリクワガタを操るようになった。
しかし、アダーの思想に疑問を隠せずチョークから説得されポポたちのもとへと戻りアダーと戦う決意をする。武器は「母の形見」のナイフの他、弓矢など。アダー一味とのキャラクター対比図での名前は「ザック？」と表記。
故郷は太陽が沈まない村。両親はデュークとチョークだが、この時はまだアダーの手下として覚醒していなかったため、村で暮らし始めた頃に生まれたソーマをとても可愛がっていた。しかし、黒い影と共に両親が次々に行方知れずになったため、現在は子供がいなかった夫カイと妻ミルの夫婦に引き取られた。
豊かではない村にもかかわらず、ソーマにひもじい思いをさせまいと、どんなに空腹でも自分たちの食べ物を与え、平静を装い笑い続ける夫婦や、実の子同様に扱い大切に育ててくれる村人たちの思いやりや優しさに感謝している一方で、腫れ物に触るような、恐れられているような感覚が抜けなかったため、村人たちと完全になじむことができず、自分が化け物なのではないかと苦悩し続けていた。母親が自分を捨てたのもそれらが原因ではないかと考えており、己が何者なのか知るため、母親を探すために村を旅立った。
その後、村人や夫婦が怯えていたのは母親であるチョークのことだったことが発覚。黒い影が現れ、蝶と共に舞飛ぶチョークの姿は、森の民でありながら、力は森の民ではない。そのため、息子であるソーマもその力を受け継いでいるのではないかと考えていた。しかし、夫婦はソーマを恐れていたわけではなく、ただ自分たちの子供として穏やかに平穏に暮らしてほしかっただけであり、それがかえってソーマに寂しい思いをさせてしまったことを打ち明け、苦しくなったらいつでも故郷に帰っておいでと、ソーマを見送った。
セラン
声 - 皆口裕子
星の代行者である木から生まれた妖精。空が飛べるほか、様々な不思議な力を持ち、森の民を導く使命を帯びている。ポポたちに保護され育てられる。ソーマに懐き、彼が自分たちを裏切ったとき誰よりも彼の身を案じた。
故郷は老人だけになってしまった村。グルムに度重なる攻撃を受けて老人だけになってしまった村で、村長であるササラを筆頭に老人たちに必死に守られていた。一時は森の民を消そうとするグルムによってさらわれたものの、殺すことをためらわれ、薔薇の茎の中に埋め込まれて生かされていた。森の民でありながら昆虫の羽根が生えているのはバラクキバチの卵と一緒に育ち、卵と合わさって生まれたからとされている。
ポポたちと再会し、セランに己の力を証明するためにチビキングが参加した力自慢大会の際、セランの能力が覚醒。ササラ婆曰く、セランの力は愛の力で、虫たちにはかつて、仲間に力を与える不思議なパワーがあったとされ、セランは弱った森の虫たちを救うために生まれてきたのではないかと言われていた。虫や森の声を聞くことができる。
成長とともに使命を思い出すと同時に、今の世界を知るため一行から離れ世界を巡る旅に出た。アダーとの最終決戦で帰還し、今の世界を救うためアダーと星の意思を否定。
アダーと対決し、ムシキングに力を与えた。
ペレ
声 - 五代高之
ポポの父。数年前、輝きの森に異変を感じ、旅立って以来、消息不明。博識でポポに虫や森に関わる知識を与え、森や森に生きる者を愛する心を教えた。家族思いな性格で、妻のピアや息子のポポをとても大切にしていた。
森の守護者として、代々守護者の証を持ち続けていた一族の出だが、森の守護者とは、何を為す者なのかを知るため、何度か旅に出た。ポポがブーメランを得た図書館にも立ち寄っており、その時読んだ本の数はポポを驚かせた。
パサーの森に訪れた際、遺跡に近づいたことで、守護者の証に森の力が集められ、結果黒い森に変貌。守護者の証の悪影響に驚愕した。森が黒くなった際、一度はパサーを避難させようとしたが、両親を救いたいと考えていたパサーに拒絶され、森を去った。パサーはこのことでペレが森を黒くして逃げたと考えており、それ以来守護者を憎むきっかけになってしまった。
後にポポが生まれたが、それと時を同じくするように東の空（輝きの森）が輝きを強くし、それが船が飛び立つ予兆であることを察知。ポポが森の守護者として成長するまで、食い止めることを決め、ポポに守護者の証を託した後、輝きの森に向かった。
現在の姿は輝きの森にある巨大な枯れ木。輝きの森に着いた際、アダーと対峙。船の出発を阻止しようとしたことでアダーに光に変えられそうになるが、最後に船を包み込む巨木へと変化し、「守るべきは船ではなく森。この森で生きていく」とアダーに告げ、ポポが来るのを待ち続け、ポポとの会話後枯れ木は朽ちて力尽きたが、その後はムシキングとしてポポたちと共に戦った。
ピア
声 - 詩乃優花
ポポの母。住んでいた森の異変により、花と一体化した姿に変わってしまう。旅の途中だったソーマとも出会っており、ポポのことを伝えていた。ペレが旅立った理由なども承知しており、それでもペレを信じてポポと共に帰ってくるのを待っていた。花の姿に変わってからは、ポポとムシキングが戻ってくるまで森をたった一人で守り続け、ムシキングに力が得られるよう、自らを犠牲に黒くなった森を生き返らせ、遺跡に力を取り戻させた。

#### サーカス団
過去の記憶を失っており、気付いたときにはパムと共に旅をしていた。実は記憶を星の意思によって奪われており、パムの旅を成就させるために選ばれた戦士。
使命を持っているのか、己が何者で、どこから来たのか、旅を続けることでその答えが見つかると信じ、旅をしてきた。
パムが使命を終えると同時に、星の呪縛から解放され、自らの意思でポポとの旅に参加。旅先で自分の村に戻り、記憶を取り戻した。その後もアダーを止めるため共に旅を続ける。
ビビ
声 - 高木渉
パムを護衛するサーカス団のリーダー格。正義感が強く、おおらかで機転がきき、リーダーシップに優れる。武器はズボンの中に仕込んだお手玉爆弾。黒のビキニパンツを愛用している。一人称は「俺」だが最初は「オイラ」と言っていた時がある。記憶を取り戻し、故郷に帰りたいという気持ちはあったものの、帰りを待ってくれる者がいないため、ポポを一人で輝きの森まで送ろうとしていた。現在はポポを守ることで光になったデーとプゥと生きた証を得るため、謎の答えを見つけるため、ポポと旅を続けることを決めた。故郷は北の川辺にあり、短い夏には大きな花が咲き乱れて村中が甘い香りが漂っている。
バビ / アマリー
声 - 荘真由美
サーカス団の紅一点。ピンク色のレオタードを身に着け、鮮やかな身のこなしと体に巻きつけた蔓の鞭で戦う。芸では笛を吹くことが多い。美人だが、少々口が悪い。性格は気が短く、サバサバとしている一方で執念深かったりとやや気まぐれ。しかし、根は愛情深く面倒見のいい姉御肌の女性で、落ち込んでいる仲間を見つけるとさりげなく元気づけたり、笑わせようとする提案をあげるなど女性らしい気遣いの持ち主でもある。
本名はアマリー。母の名はラミア、妹の名はアイリス。ラミアは体が弱っており目が不自由で、アイリスはわがままだったが、幼少の頃から面倒見がよかったバビの言うことだけはよく聞いていた。グルムの襲撃後、ラミアはアイリスに看取られながら光になる。
故郷は琥珀がたくさん採れる谷にある村。谷の人々は琥珀を磨いて生活しており、バビも琥珀細工が得意だった。谷の人しか入ることが許されていない琥珀の採掘場がある。
星降る夜に、アイリスと星を見に出かけていた際にはぐれ、そのまま神隠しにあったとされていたが、実際はパムを守る戦士の一人として集められていた。妹のアイリスと再会した際、アマリ―姉さんと呼ばれても妹や本当の名の記憶がないため、反応できず頑なに否定していたが、母親に「アマリーには首筋に薔薇の痣がある」と告げられ、同じ痣があったことから動揺。しかし、記憶がないため、アマリ―だと否定することも肯定することもできずに悩んでいた。
アイリスに頼まれ、弱り続けている母親を喜ばせるため、一時的に娘として振る舞うことになったが、グルムの襲撃を受けた際にラミアより「無理して母さんと呼ばなくていい」と演戯を見破られる。しかしバビがアマリ―であることは疑っておらず、バビがいなくなったのは何かの運命であり、この星で果たすべき役目があって生まれ変わったのだと考えており、「今更アマリーに戻れとは言えない。お行き、役目を果たすんだ」と送り出された。その後、アマリ―としての記憶を取り戻した描写はなかったものの、ラミアを母さん、アイリスを兄弟と言い切った。出発後、ビビに残っていてもいいと言われるが、当サーカス団の花形スターがいなくなったらお客さんが呼べなくなると言ってポポたちと旅を続けることを決意した。
ブー
声 - 楠見尚己
サーカス団の一員。巨体の大男。怪力を武器に戦い、一行の荷物持ちを担当。よくパムを肩に乗せている。心優しい性格で基本的に争うことを好まないが、仲間を守るため、森を荒らすアダーたちとは戦うことを辞さない。バビには弱い。故郷は火山の麓にある村。時折火山が噴火する。その時の轟音と暑さを抑えるために昼も夜も踊り続ける役目があった。記憶を取り戻した後、村でやり残したことや、待っていてくれている人を忘れられず、ポポたちと別れることを決意。しかしポポたちに別れを言えず、ビビとバビに告げて一時みんなと別れたが、窮地にあったビビたちに加勢。最後にはポポと旅を続けることを決意した。
デー
声 - 西川幾雄
サーカス団の一員で玉乗りが得意な老人。ポポを守って光になる。口癖は「オレ、デー」。
プゥ
声 - 金丸淳一
サーカス団の一員でカード裁きと水芸が得意な青年。デー同様光になる。口癖は「大ジョーブ、大ジョーブ」。
ビック
声 - 緒方賢一
サーカス団の団長で通称「ビック団長」。ビビたちと一緒に旅はしていないが、サーカス団に戦う術などを与えた師匠でもある。武器などを使わず、素手で虫と張り合える実力の持ち主で「虫の動きを取り入れた地上最強の格闘術・甲虫拳法」の達人。
ビビたちサーカス団のメンバーを可愛がり、温和で思慮深い老人だが、修業は相当なスパルタらしくブーは毎日泣かされ、泣いているビビたちを殴り、「サーカス団は笑顔を振りまくのが仕事」とどなりつけながらビビたちを鍛え上げた。しかし今日まで生き残れたのは団長のおかげと、再会したビビたちは号泣で飛びつくほどビックに尊敬と感謝を示した。
パムやビビたちの役目を知っており、一度はアダーの手先なのかとポポに問われるが「船の意思には逆らえない、アダーも同じこと」と伝え、パムを守り抜いたビビたちをねぎらうも、後にビビたちに旅をさせてよかったのか考えていたことを告白した。現在は甲虫の墓場と呼ばれる荒野で、改造に失敗し、もがき苦しむ赤い目の昆虫たちの洗脳を解き、傷を癒し、癒しきれない虫の最後を看取る介錯人として過ごしていた。デュークとの戦いの際にデュークの虫を倒すも力尽き、光となる。

#### アダーと手下
暴走し森を荒らし、人々を光にする「赤い目の昆虫」を操る森の破壊者。それぞれに目的は異なり、アダーの真の目的は知らされていない。
デューク
声 - 五代高之
顔を覆い隠す、クワガタを模した巨大な二本の角のついた兜を被ったアダーの腹心。アダーが最も信頼を寄せる部下と言われているが、内心ではアダーの考えに密かに反発しており、彼を倒して守護者の証の力で森の王になることを目的としている。先が2つに分かれた木の棒を武器としており、自らを別の場所へ瞬時に移動させる能力を持つ。
自らをポポの父親であるペレと偽り守護者の証を狙っていたが、正体はソーマの父親。元々は力強く優しい人物で森の異変を食い止めるために旅に出たが、その旅での出来事で力を追い求める性格に変貌してしまった。かつて幼いソーマを虫から守るために顔に負傷、左目は失明したようである。
目的のため、妻であるチョークや息子のソーマを利用することも厭わない。最終決戦でポポから守護者の証を奪うことに成功するが、資格を持たなかったからか、枯れ木状に変貌して死亡（光にはならなかった）。キャラクター対比図での名前は「X」と表記。
パサー
声 - 長島雄一（現：チョー）、こおろぎさとみ（幼年期）
最初に守護者の証を狙ってポポやポポ一行を襲撃した幹部。コーカサスオオカブトを操る。
ポポと出会い、戦いを繰り返していくうちに考えを変え、後に一味を抜ける。故郷の森が滅んだ怒りをポポにぶつけてわだかまりが解消された後は、ポポの考えに同調し協力する。
彼自身も自分が住む森を滅ぼされた一人であり、アダーからは守護者の証が森を滅ぼす力の源であると吹き込まれている。森の守護者を倒し、森の守護者から守護者の証を取り上げようとしているアダーの部下になったものの、森の守護者であるポポは殺してはいけないというアダーの言葉を聞き、不信感を抱くようになった。
故郷の森が滅びたトラウマで心の底から笑ったり泣いたりできなくなっており、その代償行為として、表情豊かな木彫りの人形を大量に作り続けている。
パサーの故郷は黒い森。水と緑豊かな森だったが、ポポの父親・ペレが来て以来、黒く染まってしまった。森にはパサーの両親もいたが、森が黒くなった際、魂が光になることもなく、互いに向き合った状態で枯れ木状に変貌してしまった。ペレに一緒に来るように言われたものの、幼少のパサーはこれを拒否し、両親を助けるため、森にとどまり両親に水を汲み続けていた。アダーの部下になってからも、森を生き返らせるためパサーが幾度となく水を与え続けている。
パサーの森に立ち寄ったペレが「守護者の証にこんな力があったとは」と意味深な言葉を残し、パサーを連れずに一人黒い森から去った。その時、パサーは守護者の証を持つ者を叩きつぶすと誓うが、証を持っているのが、ペレではなくまだ幼い子供のポポだったことに戸惑いを感じていた。森の守護者として憎むも、何度かポポを救っている。
劇中ではグルムと違いアダーの力の象徴である顔の紋様を解除した場面はなかったが、全ての戦いが終わった後のエンディングでは紋様が解除されたパサーが確認できる。
チョーク
声 - 木内レイコ
アダー一派の紅一点。ハイレグ姿の衣装が特徴の幹部。無数の蝶に変身し、他者の心を読み取って操ったり、他の人物の姿に変身して相手を幻惑させるなどの能力を持つ。相棒はセアカフタマタクワガタ。
実はソーマの母親である。旅に出た夫のデュークを追いかけ息子のソーマを一人残し旅に出る。その先でデュークと再会する。
また親子に関する話はチョークなりに真っ当な考えを持っている部分もある。
アダーではなく、溺愛する夫のデュークに従っている。しかし、彼にかつて自分が愛した優しさの面影はなく、自らの行いに疑問を抱いている。
一度は母としてソーマを仲間に迎えいれるが、母として自らの行いを悔やみ、ソーマをポポたちのもとへ帰るよう説得した。
最終決戦でデュークを説得しようとするが失敗し、ブルマイスターツヤクワガタの攻撃からソーマを庇い光となった。アダーとの戦いが終わったあとソーマの前に蝶の姿で現れ、息子の旅立ちを祝福した。
グルム
声 - 上別府仁資
もとは、虫を愛する心優しき青年であったが、後に飼育していた蝶の蛹を焼き払われた怒りと悲しみから覚醒し、アダー一味となった。
相棒は初期の頃はエレファスゾウカブト、後にアクティオンゾウカブト。アダーの一味となっても虫を愛する心は変わらず、相棒を戦わせはするもののかなり大事にしていた。
可愛がっていたアクティオンゾウカブトの戦死で意気消沈。戦わないことで幼虫の兄弟を人質にされたが兄弟を守りながら最後まで戦うことを拒否し続け、最後にはアダーの力の象徴である顔の紋様を解除。一味を抜け、以降はパサーと同様にポポたちに協力するようになる。
故郷はクヌギの森のクヌギの里にある村。不思議な生まれ方をしたことから「虫男」と呼ばれる心優しい男の昔話が伝わっており、虫を愛し、虫に愛されながら生きるグルムの生い立ちは「虫男」に酷似。グルムの故郷の虫たちが穏やかなのはグルムのおかげだとされており、長老や子どもたちから慕われている。
実の家族は生まれてまもなく他界。カナブンの卵を抱えた状態で同じ実から生まれるという不思議な生まれで、家族を亡くした後は昆虫たちと過ごすようになった。誕生時抱えていた卵から孵ったカナブン（チビキングが「チビヴィーナス」と命名した）を筆頭にカナブンを実の兄弟同然に思っており、その生い立ちあって、似た生い立ちのセランを殺すことができなかった。グルムが虫を必死に守るのは、虫がカナブンを守るから。カナブンはおいしい樹液を見つけては他の虫を集めるため虫たちと仲が良く、虫はカナブンを守るので、グルムはそんな虫たちを守らなければいけないと考えていた。
アダー
声 - 佐藤正治
赤い目の甲虫を生み出している張本人。森を襲い民の命を奪い取り光へ変えていく。その正体はかつて安住の地を求め星にやってきた異星人である。
事故により宇宙船は不時着し、船に乗った生命も怪我を負ってしまう。緊急の策として本来、別の星で開花させるはずであった生命を解放し、繁栄の末十分なエネルギーを回復させる時を待ち続けた。
森を滅ぼし、民の命を奪うのは繁栄したエネルギーをひとつに集め、本来の安住の星へ旅立つためである。だが、同じ使命を持ったはずのパムやセランは現在の星に住む命の存続を願い、さらにポポが船に現在の星に留まるように命令されたことで計画は阻止された。

### ポポ・パム・ソーマのクラスメイト
アニメオリジナルの登場人物で、ポポ・パム・ソーマの通う「ムシノキスクール」に在籍している。クラスの人数は全部で32人。
- カブキチ（カブト族）
- クワゾー（クワガタ族）
- カマオ（カマキリ族）
- ハチロー（ハチ族）
- トンボン（トンボ族）
- バタッチ（バッタ族）
- テンコ（テント族）
- カミキー（カミキリ族）
- チョウコ（チョウチョ族）
- セミン（セミ族）
- ホータ（ホタル族）
- ゲンゲン（ゲンゴロウ族）
- タガスケ（タガメ族）
- クモヌマ（クモ族）
- サミィ（ハサミ族）
- コーカブくん（カブト族）
- ギラクワくん（クワガタ族）
- オニヤマ（トンボ族）
- ベッコウさん（ハチ族）
- サソダさん（サソリ族）
- コロミ（コガネ族）
- コガネ（コガネ族）
- ガーさん（ガ族）
- モルフィー（チョウチョ族）
- アリオ（アリンコ族）
- シロミ（チョウチョ族）
- ヘラクス（カブト族）
- グラディス（クワガタ族）
- マオカマ（カマキリ族）

### アニメに登場する甲虫
- ムシキング（カブトムシ）
- コーカサスオオカブト
- コクワガタ
- ノコギリタテヅノカブト
- エレファスゾウカブト
- アトラスオオカブト
- セアカフタマタクワガタ
- タランドゥスツヤクワガタ
- メンガタクワガタ
- ブルマイスターツヤクワガタ
- ヒメカブト
- メンガタカブト
- スペキオシスシカクワガタ
- ノコギリクワガタ
- ミヤマクワガタ
- ヒラタクワガタ
- ラコダールツヤクワガタ
- グラントシロカブト
- アクティオンゾウカブト
- ギラファノコギリクワガタ
- タイゴホンヅノカブト
- エラフスホソアカクワガタ
- コガシラクワガタ
- パラワンオオヒラタクワガタ
- ネプチューンオオカブト
- ゴホンヅノカブト
- モーレンカンプオオカブト
- ヘルクレスオオカブト
- オオクワガタ
- グランディスオオクワガタ
- オウゴンオニクワガタ
- マンディブラリスフタマタクワガタ
- ヘルクレスリッキーブルー

### 用語
守護者の証
森の守護者の証。ポポがいた森に住む者が代々受け継ぐもの。初期は守護者の証を持つ者がムシキングを従えさせるといわれたが、ポポは絆の力を持ってムシキングの力を借りていた。遺跡に秘められた力を集め、ムシキングに与える力がある。しかし一方で守護者の証を使うたびに、森の生命力を奪い、奪われた森は黒く枯れる。森の守護者はこの守護者の証に、遺跡の力を集める役目があった。

### スタッフ
- 原案 - セガ『甲虫王者ムシキング』
- 企画 - ムシキングプロジェクト（セガ、トムス・エンタテインメント、セガトイズ、テレビ東京、読売広告社）
- エグゼクティブプロデューサー - 植村比呂志[注釈 2]
- 監督 - 山内重保
- 副監督 - 藤瀬順一
- シリーズ構成 - 吉田玲子
- キャラクターデザイン - 馬越嘉彦
- サブキャラクターデザイン - 橋本義美
- 総作画監督 - 依田正彦、伊本龍守
- 3D昆虫デザイン - 本田稔裕
- 甲虫デザイン協力 - 竹内真生、山本暁、根布谷朋範[注釈 2]
- 美術監督 - 坂本信人
- 色彩設計 - 海鋒重信
- 撮影監督 - 高橋圭祐
- 編集 - 田熊純
- 音楽 - 和田薫
- 音響効果 - 野口透（アニメサウンドプロダクション）
- 録音 - 佐竹徹也
- アソシエイトプロデューサー - 梅村宗宏、吉岡昌仁
- プロデューサー - 紅谷佳和（テレビ東京）、上田和成（第1話 - 第35話）→木村京太郎（第36話 - 第52話）（読売広告社）、小島哲（TMS）
- アニメーション制作 - トムス・エンタテインメント
- 制作協力 - アクタス
- 製作 - テレビ東京、読売広告社、トムス・エンタテインメント

### 主題歌
オープニングテーマ
「生きてこそ」
歌 - Kiroro / 作詞 - 玉城千春 / 作曲 - Kiroro / 編曲 - 重実徹
- 最終話はエンディングテーマとして使用。

エンディングテーマ
「Let's HappiecE Life!」（第1話 - 第13話）
歌 - 3B LAB.☆S / 作詞・作曲 - 岡平健治 / 編曲 - 3B LAB.☆S
「ムシキング・サンバ」（第14話 - 第26話）
歌 - カオリ&ムシキング・アミーゴス / 作詞 - 亜蘭知子 / 作曲 - OZA / 編曲 - 森村献 / 振付 - KABA.ちゃん
カオリ&ムシキング・アミーゴスの一人だったあべ由紀子が2011年にシングル「心雨」のカップリング曲としてセルフカバーした。
「think twice」（第27話 - 第39話）
歌 - FUZZY CONTROL / 作詞・作曲 - JUON SATOKO JOE / 編曲 - FUZZY CONTROL
「HIKARUステージ」（第40話 - 第51話）
歌 - ハレンチ☆パンチ / 作詞 - H☆P / 作曲 - MIU / 編曲 - Rockmore

挿入歌
「森の夢」
歌 - パム（宍戸留美）

### 各話リスト
| 話数 | サブタイトル（シナリオタイトル）     | 脚本       | 絵コンテ        | 演出                | 作画監督                                  | 登場甲虫 | 放送日        |
| ---- | ------------------------------------ | ---------- | --------------- | ------------------- | ----------------------------------------- | --- | ------------- |
| 1    | ポポの旅立ち                         | 吉田玲子   | 山内重保        | 山内重保            | 依田正彦                                  | カブトムシ コーカサスオオカブト                                                                                         | 2005年 4月6日 |
| 2    | サーカス団の少女（虫サーカスの少女） | 吉田玲子   | 小枝マリ        | 川口敬一郎          | 西尾公伯                                  | コーカサスオオカブト コクワガタ                                                                                         | 4月13日       |
| 3    | 魂の行方（魂の墓場）                 | 吉田玲子   | 山内重保        | 山内重保            | 岩佐裕子 伊本龍守 依田正彦                | コーカサスオオカブト | 4月20日       |
| 4    | 生命の輝き                           | 上代務     | 福田道生        | 大平直樹            | 阿部宗孝 古谷田順久                       | ノコギリタテヅノカブト                                                                                                  | 4月27日       |
| 5    | 果実の里                             | 山口亮太   | 西沢信孝        | 岡嶋国敏            | 二宮常雄                                  | エレファスゾウカブト | 5月4日        |
| 6    | 希望の実（妖精の実）                 | 高橋ナツコ | 甚大塚          | 甚大塚              | 添田直子                                  | エレファスゾウカブト | 5月11日       |
| 7    | 使命と宿命                           | 山口亮太   | 川口敬一郎      | 川口敬一郎 平尾みほ | 伊本龍守 永田正美 斉藤かずや              | アトラスオオカブト | 5月18日       |
| 8    | のこされた言葉                       | 吉田玲子   | 御神崎海        | 矢崎しげる          | 岩佐裕子 鷲田敏弥 小岩雄之 岡野幸男       | セアカフタマタクワガタ                                                                                                  | 5月25日       |
| 9    | なまけ者の森                         | 上代務     | 井上栄作        | 山口美浩            | 亀田義明                                  | タランドゥスツヤクワガタ コクワガタ                                                                                     | 6月1日        |
| 10   | 少女と魔女                           | 山口亮太   | 大平直樹        | 大平直樹            | 青木哲朗                                  | セアカフタマタクワガタ                                                                                                  | 6月8日        |
| 11   | 愛の力                               | 高橋ナツコ | 入好さとる      | 石倉賢一            | 牧内ももこ                                | - | 6月15日       |
| 12   | もう一人の少年                       | 吉田玲子   | 岡嶋国敏        | 岡嶋国敏            | 二宮常雄                                  | コクワガタ セアカフタマタクワガタ タランドゥスツヤクワガタ                                                              | 6月22日       |
| 13   | しのびよる影                         | 上代務     | 福田道生        | 米田光宏            | 浜津武広 米田光宏                         | メンガタクワガタ セアカフタマタクワガタ タランドゥスツヤクワガタ                                                        | 6月29日       |
| 14   | 遭遇                                 | 上代務     | 松園公          | 石川敏浩            | 池下博紀                                  | メンガタクワガタ セアカフタマタクワガタ タランドゥスツヤクワガタ コーカサスオオカブト ノコギリタテヅノカブト            | 7月6日        |
| 15   | 沈まぬ太陽                           | 高橋ナツコ | 井上栄作        | 藤瀬順一            | 烏宏明 白南烈                             | ブルマイスターツヤクワガタ                                                                                              | 7月13日       |
| 16   | 発明王                               | 田村竜     | 山口美浩        | 山口美浩            | 亀田義明                                  | ヒメカブト | 7月20日       |
| 17   | 琥珀の砦                             | 山口亮太   | 川口敬一郎      | 川口敬一郎          | 島田賢志 川口敬一郎                       | メンガタカブト | 7月27日       |
| 18   | 子供達の王国                         | 上代務     | 大平直樹        | 大平直樹            | 阿部宗孝                                  | スペキオシスシカクワガタ                                                                                                | 8月3日        |
| 19   | 母なる河                             | 吉田玲子   | 入好さとる      | 岡嶋国敏            | 二宮常雄                                  | スペキオシスシカクワガタ                                                                                                | 8月10日       |
| 20   | 甲虫コレクター                       | 高橋ナツコ | 井上栄作        | 高橋順              | 松川哲也 小岩雄之                         | ラコダールツヤクワガタ ノコギリクワガタ ミヤマクワガタ ヒラタクワガタ コクワガタ                                        | 8月17日       |
| 21   | 黒い森                               | 吉田玲子   | 山内重保        | 山内重保            | 岩佐裕子                                  | グラントシロカブト | 8月24日       |
| 22   | 星の記憶                             | 上代務     | 大倉雅彦        | 梅本唯              | 浜津武広 米田光宏                         | アクティオンゾウカブト オオクワガタ                                                                                     | 8月31日       |
| 23   | 生命のはじまり                       | 上代務     | 松園公 山内重保 | 藤瀬順一            | 依田正彦 伊本龍守 松岡秀明 をがわいちろを | アクティオンゾウカブト オオクワガタ                                                                                     | 9月7日        |
| 24   | 旅の終わり                           | 山口亮太   | 大平直樹        | 大平直樹            | 青木哲朗                                  | アクティオンゾウカブト オオクワガタ                                                                                     | 9月14日       |
| 25   | 揺れる絆                             | 田村竜     | 福田道生        | 岡嶋国敏            | 二宮常雄                                  | ギラファノコギリクワガタ アクティオンゾウカブト                                                                         | 9月21日       |
| 26   | 夕日の輝き                           | 吉田玲子   | 岡佳広          | 岡佳広              | 松川哲也 小岩雄之                         | コクワガタ コーカサスオオカブト ノコギリタテヅノカブト エレファスゾウカブト アトラスオオカブト ギラファノコギリクワガタ | 9月28日       |
| 27   | 刻まれた紋章                         | 上代務     | 中村哲治        | 中村哲治            | 岩佐裕子                                  | ブルマイスターツヤクワガタ ギラファノコギリクワガタ                                                                     | 10月5日       |
| 28   | 嵐の中                               | 上代務     | 垂永士          | 梅本唯              | 浜津武広 米田光宏                         | ギラファノコギリクワガタ タイゴホンヅノカブト                                                                           | 10月12日      |
| 29   | 野イバラの墓                         | 高橋ナツコ | 大平直樹        | 大平直樹            | 阿部宗孝                                  | アクティオンゾウカブト                                                                                                  | 10月19日      |
| 30   | 理想の森                             | 田村竜     | 金子伸吾        | 金子伸吾 藤瀬順一   | 古瀬真弓 中澤勇一                         | エラフスホソアカクワガタ ギラファノコギリクワガタ                                                                       | 10月26日      |
| 31   | 伝わる痛み（蝉時雨）                 | 山口亮太   | 入好さとる      | 岡嶋国敏            | 二宮常雄                                  | コガシラクワガタ ギラファノコギリクワガタ                                                                               | 11月2日       |
| 32   | 青い絆                               | 吉田玲子   | 福田道生        | 高橋順              | 松川哲也 小岩雄之                         | ギラファノコギリクワガタ パラワンオオヒラタクワガタ                                                                     | 11月9日       |
| 33   | 本当の自分                           | 上代務     | 岡佳広          | 大久保唯男          | 金大勲                                    | ネプチューンオオカブト ギラファノコギリクワガタ                                                                         | 11月16日      |
| 34   | 森の守護者                           | 上代務     | 米田光宏        | 梅本唯              | 米田光宏                                  | パラワンオオヒラタクワガタ ネプチューンオオカブト                                                                       | 11月23日      |
| 35   | 修行の谷                             | 吉田玲子   | 隆一郎          | 藤瀬順一            | 中澤勇一 岩佐裕子                         | ギラファノコギリクワガタ                                                                                                | 11月30日      |
| 36   | 虫男の涙                             | 高橋ナツコ | 大平直樹        | 大平直樹            | 阿部宗孝                                  | ギラファノコギリクワガタ                                                                                                | 12月7日       |
| 37   | ちいさな王者                         | 松井亜弥   | 垂永士          | 石川敏浩            | 馬場竜一 石井和彦                         | ゴホンヅノカブト | 12月14日      |
| 38   | 抜け殻の都                           | 上代務     | 福田道生        | 高橋順              | 島田英明 小岩雄之                         | モーレンカンプオオカブト ギラファノコギリクワガタ                                                                       | 12月21日      |
| 39   | 守護者の証                           | 上代務     | 岡佳広          | 岡佳広              | 岩佐裕子 中澤勇一                         | ヘルクレスオオカブト | 12月28日      |
| 40   | 甲虫王者の村                         | 田村竜     | 入好さとる      | 岡嶋国敏            | 二宮常雄                                  | ラコダールツヤクワガタ オオクワガタ ノコギリクワガタ ミヤマクワガタ                                                     | 2006年 1月4日 |
| 41   | 進むべき道                           | 高橋ナツコ | 小枝マリ        | 梅本唯              | 米田光宏                                  | - | 1月11日       |
| 42   | 再生の時                             | 松井亜弥   | 大平直樹        | 大平直樹            | 阿部宗孝                                  | - | 1月18日       |
| 43   | 甲虫の墓場                           | 山口亮太   | 垂永士          | 矢崎しげる          | 岩佐裕子 中澤勇一 古瀬真弓                | ギラファノコギリクワガタ ブルマイスターツヤクワガタ スペキオシスシカクワガタ モーレンカンプオオカブト                   | 1月25日       |
| 44   | 父と子                               | 上代務     | 隆一郎          | 岡嶋国敏            | 二宮常雄                                  | ギラファノコギリクワガタ グランディスオオクワガタ オウゴンオニクワガタ マンディブラリスフタマタクワガタ                 | 2月1日        |
| 45   | 約束                                 | 田村竜     | 高橋順          | 高橋順              | 島田英明 松川哲也                         | ギラファノコギリクワガタ グランディスオオクワガタ オウゴンオニクワガタ マンディブラリスフタマタクワガタ                 | 2月8日        |
| 46   | 凍える命                             | 吉田玲子   | 福田道生        | 大久保唯男          | 金大勲                                    | - | 2月15日       |
| 47   | 二匹の王                             | 松井亜弥   | 隆一郎          | ながはまのりひこ    | 渡辺るりこ                                | - | 2月22日       |
| 48   | 輝きの森                             | 吉田玲子   | 山内重保        | 山内重保            | 岩佐裕子                                  | - | 3月1日        |
| 49   | 戦いの果て                           | 上代務     | 小枝マリ        | 梅本唯              | 米田光宏                                  | - | 3月8日        |
| 50   | 森の夢                               | 松井亜弥   | 隆一郎          | 岡嶋国敏            | 二宮常雄                                  | ヘルクレスオオカブト | 3月15日       |
| 51   | 生きてこそ                           | 上代務     | 大平直樹        | 大平直樹            | 阿部宗孝                                  | ヘルクレスオオカブト ヘルクレスリッキーブルー                                                                           | 3月22日       |
| 52   | 森の民の伝説                         | 吉田玲子   | 山内重保        | 山内重保            | 岩佐裕子 伊本龍守 依田正彦                | ヘルクレスリッキーブルー                                                                                                | 3月29日       |

### 放送局
放送時間は2006年1月中旬 - 2月上旬時点。
| 放送局                                                                   | 放送期間                     | 放送日時                               | 備考                      |
| ------------------------------------------------------------------------ | ---------------------------- | -------------------------------------- | ------------------------- |
| テレビ東京 テレビ北海道 テレビ愛知 テレビ大阪 テレビせとうち TVQ九州放送 | 2005年4月6日 - 2006年3月29日 | 水曜 18:00 - 18:30                     |                           |
| BSジャパン                                                               | 2005年4月 -                  | 月曜 18:30 - 19:00                     |                           |
| 青森テレビ                                                               | 2005年4月 -                  | 土曜 9:30 - 10:00                      |                           |
| 仙台放送                                                                 | 2005年4月 -                  | 日曜 9:30 - 10:00                      |                           |
| 秋田放送                                                                 |                              | 月曜 15:55 - 16:25                     |                           |
| 山形テレビ                                                               | 2005年4月 -                  | 日曜 6:30 - 7:00                       |                           |
| 福島テレビ                                                               | 2005年4月 -                  | 日曜 6:15 - 6:45                       |                           |
| 岐阜放送                                                                 | 2005年4月 -                  | 土曜 18:00 - 18:30                     |                           |
| 三重テレビ                                                               |                              | 金曜 17:00 - 17:30                     |                           |
| びわ湖放送                                                               | 2005年4月 -                  | 火曜 17:25 - 17:54                     |                           |
| 奈良テレビ                                                               | 2005年4月 -                  | 火曜 18:00 - 18:30                     |                           |
| テレビ和歌山                                                             |                              | 日曜 8:30 - 9:00                       |                           |
| 広島ホームテレビ                                                         | 2005年4月 -                  | 火曜 16:20 - 16:50                     | 2006年1月時点では放送無し |
| 長崎国際テレビ                                                           | 2005年4月 -                  | 金曜 15:55 - 16:25                     |                           |
| くまもと県民テレビ                                                       | 2005年4月 -                  | 日曜 7:30 - 8:00                       |                           |
| 鹿児島テレビ                                                             | 2005年10月 - 2006年4月       | 月曜 15:55 - 16:25 →月曜 16:25 - 16:55 |                           |
| 琉球朝日放送                                                             | 2005年5月 -                  | 日曜 6:30 - 7:00                       |                           |
| トゥーン・ディズニー                                                     | 2007年9月3日 - 2008年        | 平日 6:00 - 6:30                       | JETIXゾーン枠             |

### コーナー
エンディング後に、ネブ博士とブラック博士による解説コーナーである「ムシキング教室」が放送されていた。ブラック博士がムシや技の名前をど忘れしたり（例：ギラファノコギリクワガタ→ギラバノゴギジグワガタ）頓珍漢な間違い方をしてネブ博士に正してもらうのが主な役どころ。子供向け番組らしく作られ、初期は甲虫や必殺技などの解説をするコーナーだったが、後半からはブラック博士のボケにネブ博士がツッコミを入れる漫才が中心になっていた。
過去に、トゥーン・ディズニーのJETIXゾーンで放送を行っていた際は、「ムシキング教室」はカットされて放送されていた。

## 家庭用ゲーム
甲虫王者ムシキング あつめてあそぼう甲虫図鑑（キッズコンピュータ・ピコ）
2005年4月28日発売。
キッズコンピュータ・ピコ最後のソフト。
甲虫王者ムシキング 〜グレイテストチャンピオンへの道〜（ゲームボーイアドバンス）
2005年6月23日発売。
ストーリーのカギを握るライセンスカード『Dr.NEBU マスターズカード』（シリアルナンバー付き）が同梱されている。
甲虫王者ムシキング 森の民の伝説 〜みんなでたんけん!甲虫の森〜（アドバンスピコ・ビーナ）
2005年10月1日発売。
ビーナ本体同梱のBeenaセットの販売も行われた。
甲虫王者ムシキング 〜グレイテストチャンピオンへの道DS〜（ニンテンドーDS）
2005年12月8日発売。
GBA版同様『Dr.NEBU マスターズカード』が同梱。基本的なシナリオはGBA版と同様だがハードがDSに変更されたことによりグラフィックの改良などがなされている他、ムシキング・テリーが登場するシナリオが追加されている。
甲虫王者ムシキング 〜グレイテストチャンピオンへの道2〜（ニンテンドーDS）
2006年7月27日発売。
前作に続くライセンスカード『ムシキング・ジョニーマスターズカード』（シリアルナンバー付き）と、イケダ研究員特製シールが同梱。
甲虫王者ムシキング ネブ博士とかず・かたちにチャレンジ!（アドバンスピコ・ビーナ）
2006年9月2日発売。
甲虫王者ムシキング スーパーコレクション（ニンテンドーDS）
2007年7月19日発売。
DSおよびDS LiteのGBAスロットを用いて使用するカードリーダーが付属しており（DS Liteで使用する際はカードリーダーに付属の専用アタッチメントを取り付ける必要がある）、5周年コレクションカード第2弾までに登場したカードが使用可能。リーダー自体は前年に発売されたオシャレ魔女♥ラブandベリー 〜DSコレクション〜等に付属したものと同一。なお、ニンテンドーDSi以降のハードではGBAスロットが廃止されたため、他のカードリーダー専用ソフトと共にプレイ不可能となった。
お店さながらのゲームで遊べる「ムシキングバトル」、甲虫の飼育とバトルを交互に遊べる「そだててぼうけん」、集めたカードでストーリー開放やアイテムなどを入手できる「カードコレクション」、2003春から2006ファーストまでのストーリーで遊べる「ムシキングヒストリー」、そしてWi-Fi通信で上位に入るとレアアイテムなどがもらえる「ぜんこくランキング」の5つがある。
ソフトに限定ムシカード「ホペイオオクワガタ」とわざカード3枚、「召喚カード（ダゲキ・ハサミ・ナゲ）」の計7枚が同梱。ホペイオオクワガタのキャッチフレーズは「天上将星」。DSでの使用時にはお笑いタレント・石塚英彦の名台詞である「まいうー」が独自音声として使われており、ムシの鳴き声自体にも石塚の台詞が仕込まれている。
わざカードではタツマキの裏には「竜巻打撃」、ローリングクラッチホールドの裏には「回転掴絞」、ダ・ブエルタの裏には「武獲流投」と『恐竜キング』の超わざを想わせるものになっている。
召喚カードは「そだててぼうけん」で記録したムシを呼び出すのに用いられる。ただし、アーケード版とリンクして使用することはできない。

## 映画
『劇場版 甲虫王者ムシキング グレイテストチャンピオンへの道』
2005年12月17日公開。家庭用ゲームをベースにした新規書き下ろしストーリーとなっており、TVアニメのストーリーとは無関係。同時上映作品は『劇場版 超星艦隊セイザーX 戦え!星の戦士たち』。興行収入は6億4000万円を記録。入場者特典として、DSソフト『甲虫王者ムシキング 〜グレイテストチャンピオンへの道DS〜』でダークサイドネプチューンオオカブトが使用できるパスワードが記載された特製ステッカーが配布された。DVD版には封入特典として特製ステッカー、映像特典として甲虫クイズがあり、いずれもDSソフト『甲虫王者ムシキング 〜グレイテストチャンピオンへの道2〜』で使用できるパスワードが入手できる。

ストーリー
「ムシキング」で世界一になることを夢見る熱血少年ムシバトラー・未来ケントは甲虫王者・ムシキングと一緒にバトルの毎日を送っていた。ある日、ケントの前に現れた謎の少年が、次々とムシバトラーを倒していく。

キャスト
- 未来ケント - くまいもとこ
- 夢野アイ - 神田朱未
- 溝呂木シロー - 福田沙紀
- 未来健太郎 - 山口智充

スタッフ
- 原案 - 植村比呂志
- 原作 - セガ『甲虫王者ムシキング 〜グレイテストチャンピオンへの道〜』より
- 監督 - 大賀俊二
- 脚本 - 藤田伸三
- 絵コンテ - 鍋島修、大原実
- 演出 - 小倉宏文、神保昌登
- キャラクターデザイン - 須藤昌朋、山中純子
- メカニックデザイン - 清水義治
- 総作画監督 - 須藤昌朋
- 作画監督 - 山中純子、清水義治
- 美術監督 - 水谷利春
- CGIディレクター - 長谷部哲也
- CGIアニメーションディレクター - 川又浩
- 色彩設計 - 原田幸子
- 撮影監督 - 森下成一
- 編集 - 佐野由里子
- 音楽 - 天野正道
- 音響監督 - 清水洋史
- プロデューサー - 妹尾眞治、尾崎穏通
- アニメーション制作 - トムス・エンタテインメント
- 製作 - ムシキング・ザ・ムービー・プロジェクト（セガ、トムス・エンタテインメント、セガトイズ、小学館、テレビ東京）

主題歌「幸せのテレパシー」
歌 - 福田沙紀 / 作詞・作曲 - 広瀬香美 / 編曲 - 井上ヨシマサ
『甲虫王者ムシキング スーパーバトルムービー 〜闇の改造甲虫〜』
2007年3月21日公開。こちらはアーケード版のストーリーを基にしている。なお、アーケード版のキャスティングによるアニメ出演は本作が唯一。同時上映作品は『オシャレ魔女♥ラブandベリー しあわせのまほう』。興行収入は5億円を記録。前売り券には特典として、ゲーム機などで使用できる「スジブトヒラタクワガタ」のムシカードが付属。2007ファーストを含めると、全3種類になる。

ストーリー
森の妖精ポポや甲虫の王者ムシキングたちは、森の奥深くで平和に暮らしていた。そこへある日、別の森からスジブトヒラタクワガタの“スジブト”がムシキングに挑戦を申し込みにやって来る。すると突然そこに森の支配を狙企む闇の妖精アダーに操られた、赤い目の甲虫ヘルクレスリッキーブルー“リッキー”が襲いかかる。

キャスト
- ポポ - 進藤尚美
- ムシキング - 堀井真吾
- アダー - 佐藤正治
- ヘルクレスリッキーブルー - 小山力也
- スジブトヒラタクワガタ - 塚地武雅（ドランクドラゴン）
- カナブン - 鈴木拓（ドランクドラゴン）

スタッフ
- 原案 - 植村比呂志
- 原作 - セガ
- 監督 - 水崎淳平
- 脚本 - 園田英樹、大川俊道
- 甲虫ユニット
  - アニメーションディレクター - 川又浩
  - CGIディレクター - 長谷部哲也
  - アニメーション制作 - The Answer Studio

- 妖精ユニット
  - キャラクターモデルディレクター - 中村彰
  - キャラクターアニメーションディレクター - 重川尚之、水野貴信
  - アニメーション制作 - 神風動画、アニマ

- 絵コンテ - 佐野隆史
- 演出 - 鈴木裕美子
- レイアウト作監 - 川又浩
- 美術監督 - 水谷利春
- 撮影監督 - 大石直人、鈴木理恵
- 編集 - 長谷川久子
- 音楽 - 天野正道
- 音響監督 - 清水洋史
- プロデューサー - 妹尾眞治、尾崎穏通、瀬戸麻理子
- 制作 - トムス・エンタテインメント
- 配給 - 松竹
- 製作 - ムシキング フィルムパートナーズ 2007（セガ、松竹、トムス・エンタテインメント、セガトイズ）

主題歌「ユウキの虹 〜Precious friends of Mushiking〜」
作詞・作曲・編曲 - 長井和彦 / 歌 - ドランクドラゴン

## 関連商品
ムシキング 守護者の星読み鏡

ムシキング 守護者の証
2005年発売。アニメ版なりきりトイ。
そだてて!ムシキング
2006年2月23日に発売した育成電子ゲームで全体的にたまごっちに似た作りになっている。タイプはクワガタ形とカブト形があり、それぞれ緑色と茶色がある。ゲームデザインは『大乱闘スマッシュブラザーズシリーズ』や『星のカービィシリーズ』で知られる桜井政博が行った。
甲虫王者ムシキング バトルベンチャー
2005年12月1日発売の液晶ゲーム。
甲虫王者ムシキング むしとりバトルずかん
2013年8月8日に発売。男児向けのスマホ型昆虫バトル図鑑。2013年11月に別売りソフトとしてSDソフト『カブクワクエスト』も発売。
甲虫王者ムシキング アタックフィギュア
2013年8月8日に発売。ゼンマイ駆動の玩具。

## カードファイト!!ヴァンガードとのコラボ
ブシロードの人気カードゲーム『カードファイト!!ヴァンガード』とのコラボで、「英雄激突」との発売と同時に2023年6月2日に発売。内容はアーケードゲーム版と同様、収録したカードが再録される他、前述した「森の民の伝説」とは違った必殺技を踏襲されている。

## 類似作問題
セガは、韓国D-Gate社が開発しタイトーが日本向けにローカライズした類似ゲーム『ダイノキングバトル』がムシキングに関する特許（ジャンケンバトル）を侵害しているとして、タイトーに対し発売中止を求める仮処分を2005年11月4日に東京地裁に申請していたが、セガ・タイトー両社の間に和解が成立したため2006年3月7日付で仮処分申請を取り下げている。和解条件は公開されていないが、日本国内におけるダイノキングバトルの販売は2008年7月に終了した。